# Max Bayrhammer
Max Bayrhammer (26 de mayo de 1867 - 15 de abril de 1942) fue un actor de nacionalidad alemana.

## Biografía
Nacido en Schloss Baumgarten, Alemania, era hijo de un administrador. Desde los 18 años de edad estuvo interesado en hacerse actor, tomando clases de Heinrich Richter. En 1888 Bayrhammer debutó como actor en Hanau y, hasta el estallido de la Primera Guerra Mundial, actuó en locales como el Staatstheater am Gärtnerplatztheater de Múnich, el Deutsche Privattheater de San Petersburgo, el Weimarer Hoftheater, el Stadttheater de Breslavia, el Volkstheater de Viena y, desde 1901, el Schauspielhaus de Fráncfort del Meno, donde pasó varios años y donde fue dirigido, entre otros, por Woldemar Runge, Karlheinz Martin y Fritz Odemar senior. Además, en esa época Max Bayrhammer también trabajó como profesor en el Raff'schen Konservatorium de Fráncfort del Meno.
El repertorio de Bayrhammer, desde los 25 años de edad, incluía primeros papeles clásicos. Así, fue Shylock, Yago en Otelo, Wurm en Kabale und Liebe (de Friedrich Schiller), Cyrano de Bergerac, Mefistófeles, El rey Lear, Oswald en Espectros (de Henrik Ibsen), Franz Moor en Los bandidos (de Friedrich Schiller), Carlos en Clavigo (de Johann Wolfgang von Goethe), y Narciso en Narciso y Goldmundo (de Hermann Hesse). Con el inicio del siglo XX, Max Bayrhammer habría actuado con un total cercano a los doscientos papeles, siendo también conocido por su faceta como recitador.
Siendo un actor teatral, rara vez actuó en el cine. Bayrhammer trabajó en el escenario hasta poco antes de su muerte, teniendo lugar algunas de sus últimas actuaciones en el Bayerisches Staatsschauspiel bajo la dirección de Alexander Golling.
Bayrhammer también trabajó como dramaturgo, siendo algunas de sus obras la cómica Erlebnisse eines Wandermimen (1902) y la farsa Die sturmfreie Bude (1908).
Max Bayrhammer falleció en Múnich, Alemania, en el año 1942. Había estado casado con Elfriede (Elly), que también era actriz, y con la cual tuvo un hijo igualmente actor, Gustl Bayrhammer.

## Filmografía
- 1914 : Irrfahrt ins Glück
- 1919 : Bergschrecken
- 1921 : Fremdenlegionär Kirsch
- 1934 : Peer Gynt
- 1935 : Der Schlafwagenkontrolleur